# Patrik Nord
Patrik Nord, kallad Phelar, är en f.d. gitarrist i det skånska reggaebandet Svenska Akademien. Han medverkade endast på albumet Tändstickor för mörkrädda från 2004 – samma år som han slutade. Han arbetade även med Moder jords massiva (2004) som studiomusiker. Patrik Nord medverkande live vid ett antal gigs, bl.a. SVT:s minnesprogram för Anna Lindh.